# Steve Gatzos
Steve Gatzos (Toronto, Ontario, 22. lipnja 1961.) umirovljeni je kanadski hokejaš na ledu. Igrao je na poziciji desnog krila. 

## Igračka karijera

### National Hockey League
Gatzos je karijeru započeo u Ontario Major Junior Hockey League (OMJHL) igrajući za Sault Ste. Marie. Ondje je proveo tri godine, a u posljednjoj sezoni (1980./81.) je bio najbolji strijelac lige sa 78 pogodaka. Također, u istoj sezoni predvodio je ligu po broju pogodaka s igračem manje (10). Imao je odličnu juniorsku karijeru u kojoj je osvojio 214 bodova u 168 utakmica, pritom postigavši 117 pogodaka i 91 asistenciju. 
Pittsburgh Penguinsi birali su Gatzosa kao 28. ukupno, u 2. rundi drafta 1981. godine. U National Hockey League (NHL) debitirao je 3. veljače 1982. godine protiv Minnesota North Starsa, te je već u prvom dodiru s pločicom postigao svoj prvi pogodak, svladavši vratara Gillesa Melochea. Zbog ozljede ramena koju je zaradio u prosincu 1982. propustio je manji dio sezone. U Pittsburghu je proveo četiri sezone, povremeno nastupajući u NHL-u, dok je prije odlaska u Europu igrao za njihove AHL podružnice Erie Blades i Baltimore Skipjacks. Ukupno je u NHL-u odigrao 89 utakmica i pritom osvojio 25 bodova (15 golova, 20 asistencija).

### Europa
Nakon što su ga u lipnju 1986. Penguinsi maknuli sa svog sastava, Gatzos je karijeru nastavio u Europi. U prvoj europskoj sezoni (1987./88.) igrao je za nizozemski Tilburg Trappers, a sezonu kasnije za finski SaiPu Lappeenranta. U dresu Tilburga nastupio je u samo 36 utakmica, pritom osvojivši nevjerojatnih 112 bodova (53 gola, 59 asistencija). Nako toga preselio se u Medveščak Gortan te osvojio naslov tadašnje Jugoslavije (sezona 1989./90.). U dresu Medvjeda imao je fantastičan učinak - 43 gola i 16 asistencija u samo 28 utakmica. Također, dok je igrao u dresu Medvjeda bio je poznat po šakačkim obračunima sa suparničkim igračima. U Europi još je igrao za škotski Fife Flyers koji nastupa u Northern League. Nakon što je osvojio 27 bodova u 16 utakmica (1990./91.) za Roanoke Valley Rebels u ECHL-u, Gatzos je objavio prekid igračke karijere.

## Vanjske poveznice
- Profil na The Internet Hockey Database
- Profil na Hockey-Reference.com